# Тосонцэнгэл (Хувсгел)
Тосонцэнгэл (монг. Тосонцэнгэл) — сомон в аймаке Хувсгел. Расположен на юго-востоке центральной части аймака. Граничит с сомонами: Рашаант (на юге), Их-Уул (на востоке), Тунэл (на севере) и Тумербулаг (на западе).
Площадь составляет 2050 км², из которых 1800 км² занимают пастбища. Население на 2000 год — 4161 человек. Административный центр — Цэнгэл, расположен в 64 км к юго-востоку от города Мурэн и в 607 км от Улан-Батора.
По данным на 2004 год в сомоне было примерно 64 000 коз, 57 000 овец, 8800 коров и яков, 7200 лошадей и 33 верблюда.

## Метеорологический рекорд
На территории данного сомона (48°44’ с.ш., 98°16’ в.д.) 19 декабря 2001 г. в 2 часа ночи (по местному времени) было зафиксировано атмосферное давление 845,9 гПа. Учитывая высоту над уровнем моря в 1725,8 м и температуру воздуха -42ºC, приведенное к уровню моря атмосферное давление составило 1084,8 гПа. Такая величина давления официально объявлена мировым рекордом для местности, находящейся выше 750 м над уровнем моря.